# Beziehungen zwischen Südkorea und den Vereinigten Staaten
Die Beziehungen zwischen Südkorea und den Vereinigten Staaten (USA) gehen auf die 1950er Jahre zurück, als die USA an der Gründung des modernen Staates Südkorea, der auch als Republik Korea bekannt ist, beteiligt waren. Die Vereinigten Staaten kämpften im Koreakrieg (1950–1953) auf der Seite Südkoreas und fungieren seitdem als dessen Schutzmacht. US-Präsident Barack Obama bezeichnete Südkorea 2009 als „einen der engsten Verbündeten und größten Freunde Amerikas“. Südkorea ist derzeit eines der am meisten pro-amerikanischen Länder der Welt. Laut einer Meinungsumfrage des Pew Research Cente von 2021 hatten 77 % der Südkoreaner eine positive Einstellung zu den Vereinigten Staaten, während 22 % eine negative Einstellung hatten. Laut einer Gallup-Umfrage von 2018 hatten 77 % der US-Amerikaner eine positive Einstellung zu Südkorea, während 22 % eine negative Einstellung hatten.

## Geschichte
Nach einer US-amerikanischen Expedition nach Korea im Jahr 1871 nahmen die Vereinigten Staaten und das Kaiserreich Korea unter der Joseon-Dynastie mit dem Vertrag über Frieden, Freundschaft, Handel und Schifffahrt von 1882 diplomatische Beziehungen auf. 1905 übernahm das Kaiserreich Japan die Kontrolle über die Außenbeziehungen Koreas und im Jahr 1910 begann Japan seine 35-jährige Kolonialherrschaft über Korea. Nach der japanischen Niederlage im Zweiten Weltkrieg wurde Korea 1945 in zwei Besatzungszonen eingeteilt. Der unter sowjetischem Einfluss stehende Norden sowie der unter US-amerikanischem Einfluss stehende Süden. Während der Norden ein
kommunistischer Satellitenstaat war, wurde Südkorea von den USA als unter Militärverwaltung stehendes Protektorat behandelt, mit eingeschränkten politischen Rechten für die Bevölkerung. 1949 wurde die unter amerikanischem Einfluss stehende Republik Südkorea gegründet, nachdem eine Wiedervereinigung Koreas gescheitert war. 1950 begann der Koreakrieg mit dem Angriff der Streitkräfte Nordkoreas auf den Süden. Unter der Führung der USA übernahm eine Koalition der Vereinten Nationen aus 16 Ländern die Verteidigung des Südens, was zu einer Intervention der Volksrepublik China in den Konflikt führte. Der Krieg endete drei Jahre später mit einem Waffenstillstand an der Linie der ursprünglichen Zoneneinteilung des 38. Breitengrads. Der Konflikt führte zur völligen Verwüstung der Koreanischen Halbinsel und kostete 3,5 Millionen Koreanern das Leben. 36.000 US-Amerikaner starben bei der Verteidigung des Südens und knapp 100.000 wurden verwundet.

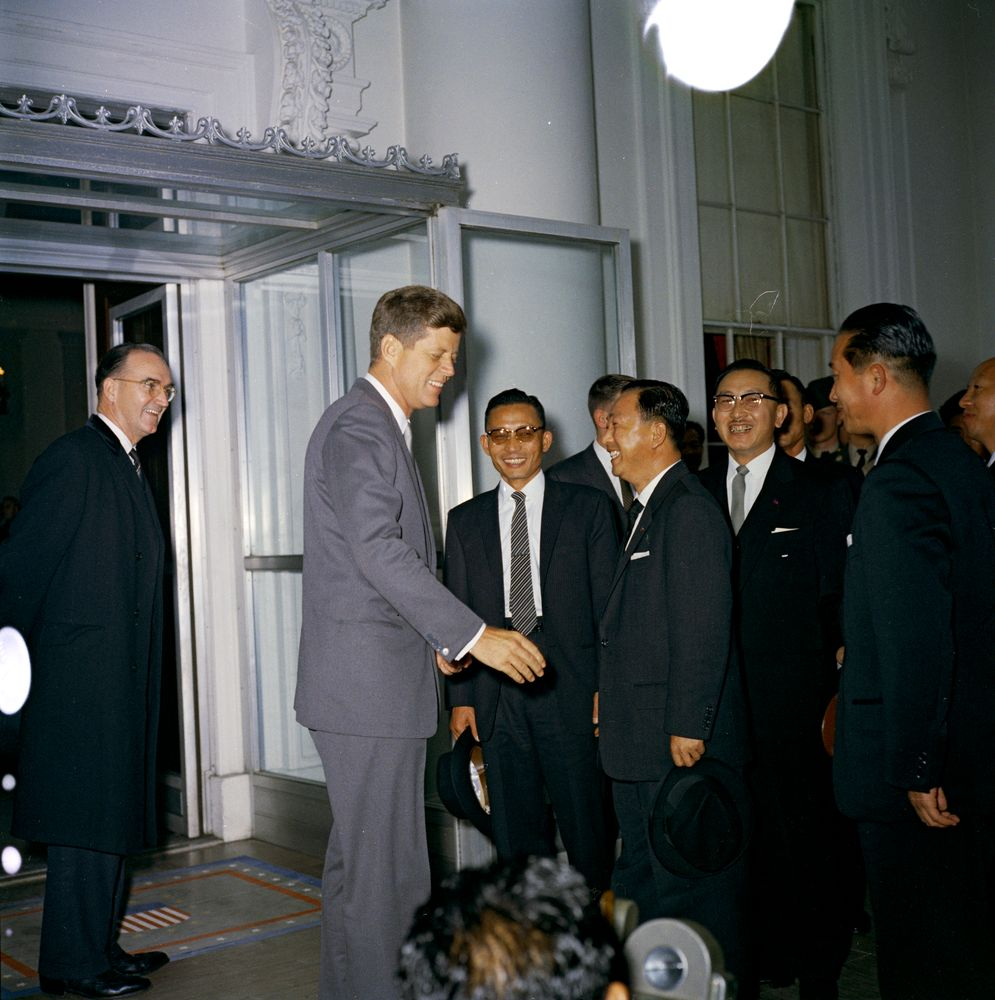
US-Präsident John F. Kennedy mit Park Chung-hee (1961)

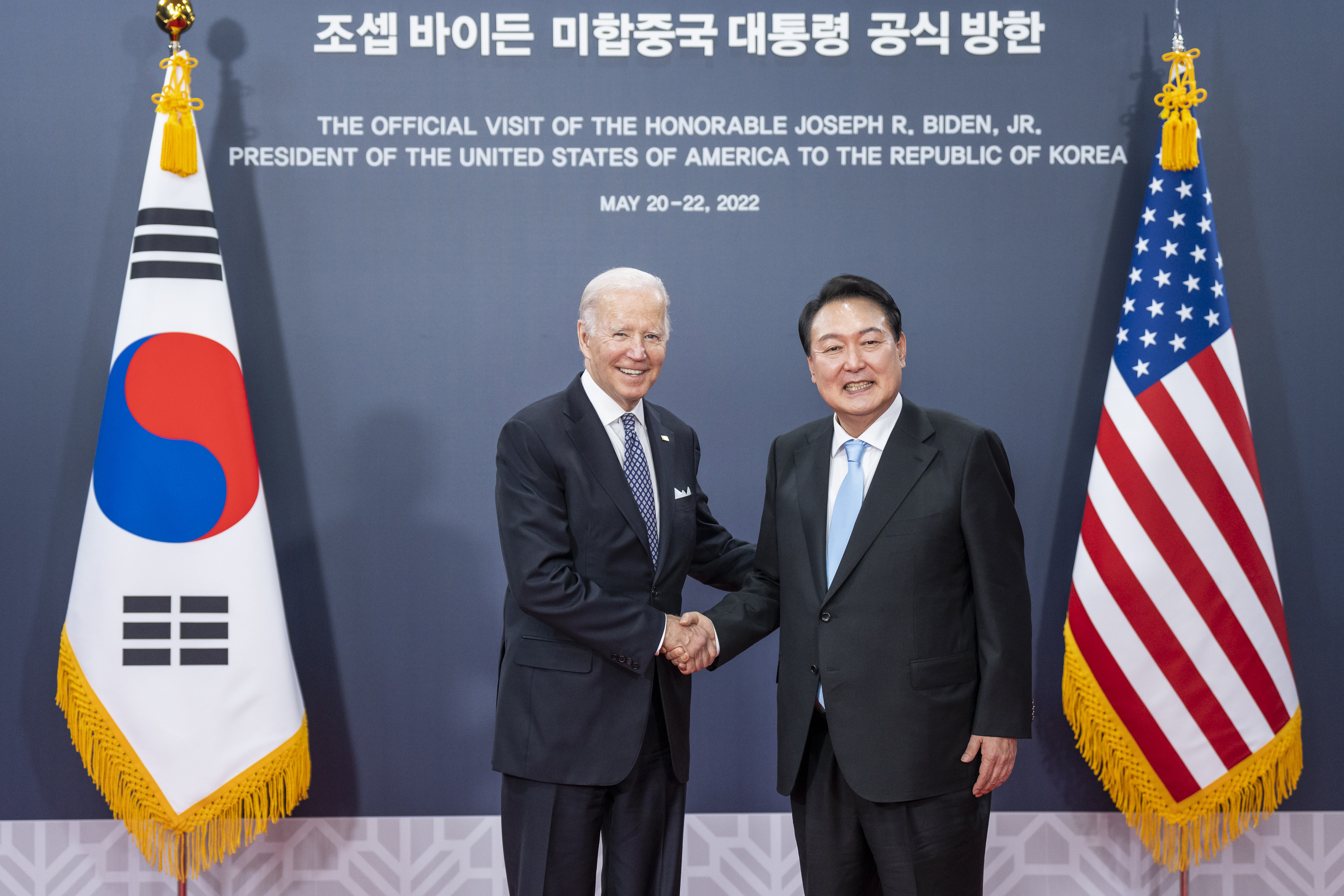
Joe Biden mit Yoon Suk-yeol (2021)

Zwei Monate nach dem Waffenstillstand unterzeichneten die USA und Südkorea ein gemeinsames Verteidigungsbündnis, welches vorsieht, dass im Falle eines Angriffs durch ein Drittland einer der beiden Vertragsparteien der anderen zur Hilfe kommen wird. Das Abkommen wurde im Januar 1954 durch den US-Kongress ratifiziert. Südkorea war anfangs fast vollständig von der militärischen und wirtschaftlichen Hilfe der USA abhängig und für den Wiederaufbau des Landes unterstützten die USA den autoritär regierenden Antikommunisten Rhee Syng-man, um ein Bollwerk gegen den Kommunismus in Asien zu errichten. Er wurde 1960 durch die April-Revolution gestützt und musste von der CIA nach Hawaii ausgeflogen werden. Nach einem Militärputsch leitete der ebenfalls autoritär regierende Park Chung-hee in den 1960er Jahren Maßnahmen zur Industrialisierung Südkoreas ein, welche die Grundlagen für den wirtschaftlichen Aufschwung des Landes legten. Als Verbündeter der Vereinigten Staaten entsendete Südkorea Truppen in den Vietnamkrieg. In den 1980er Jahren kam es nach erneuten Protesten im Land zur Demokratisierung Südkoreas, das zu einer liberalen Demokratie wurde und 1996 der OECD beitrat. Die bilateralen Beziehungen beider Staaten haben sich im 21. Jahrhundert vor allem im Bereich der Wirtschaft und der Kultur deutlich intensiviert. Aufgrund der weiterhin vorhandenen Bedrohung durch Nordkorea und dessen Kernwaffenprogramms ist der sicherheitspolitische Aspekt der Zusammenarbeit allerdings weiterhin von herausragender Bedeutung. 2016 wurde die Stationierung des Raketenabwehrsystems Terminal High Altitude Area Defense (THAAD) auf der Koreanischen Halbinsel bekannt gegeben, was für Südkorea auch zu einer Belastung der bilateralen Beziehungen mit der Volksrepublik China führte. Die Stationierung des Systems war auch innerhalb Südkoreas umstritten und führte zu Protesten.

## Militärische Beziehungen
Südkorea wurde 1987 von den USA zu einem Major non-NATO ally erhoben und Südkorea unterstützte die USA in jedem Krieg seit dem Vietnamkrieg und zuletzt im Irakkrieg. Südkorea gehört zu den größten ausländischen Abnehmern der US-amerikanischen Rüstungsindustrie, mit Waffenimporten in Höhe von 7,4 Milliarden US-Dollar zwischen 2008 und 2018. Im Rahmen eines bilateralen Verteidigungsbündnisses aus dem Jahre 1954 ist die USA zu Verteidigung Südkoreas verpflichtet und in dem Land befinden sich 15 amerikanische Militärbasen mit US-Soldaten und weitere amerikanische militärische Einrichtungen. 1992 wurde die Barangestellte Yun Geum-i, damals 26 Jahre alt, von dem Gefreiten Kenneth Lee Markle III, einem Angehörigen der US-Streitkräfte, ermordet. 2002 wurde eine 14-jährige Schülerin von einem Fahrzeug der US-Army überfahren und getötet. Vorfälle wie diese führten in der Vergangenheit zu Protesten gegen die Präsenz der US-Streitkräfte in dem Land. Ein weiteres Problem ist weitverbreitete Prostitution in der Nähe von US-Militärbasen.
Beide Streitkräfte führen gemeinsam regelmäßig militärische Übungen durch. Die Streitkräfte Südkoreas hätten im Kriegsfall unter dem Kommando der US-Streitkräfte gestanden. 2022 wurde die Verantwortung für die eigene Kriegsführung an Südkorea zurücktransferiert.

## Wirtschaftsbeziehungen
Beim Wiederaufbau Südkoreas nach dem Koreakrieg profitierte das Land von Wirtschaftshilfen aus den USA. Südkorea ist durch sein Wirtschaftswunder inzwischen zu einem der wichtigsten Wirtschafts- und Handelspartner der USA aufgestiegen. 2012 trat ein bilaterales Freihandelsabkommen in Kraft. 2021 lag das bilaterale Handelsvolumen bei 166 Milliarden US-Dollar, womit Südkorea für die USA der sechstgrößte Handelspartner waren. Für Südkorea sind die USA der zweitwichtigste Handelspartner, nach der Volksrepublik China, die die USA als größten Handelspartner abgelöst haben. Der bilaterale Handel beinhaltet vor allem hochkomplexe Industriegüter wie Elektrotechnik, elektrische Geräte und Automobile. Bedeutende koreanische Unternehmen wie Samsung, LG Electronics und Hyundai haben in den USA investiert und dort knapp 95.000 Arbeitsplätze geschaffen.
In der Vergangenheit haben die Südkoreaner zur Förderung der heimischen Wirtschaft Industriepolitik betrieben und die USA haben seit Jahren ein hohes Defizit im Handel mit dem Land auf, das 2021 bei 17 Milliarden US-Dollar lag. Dies hat bereits zu Gegenmaßnahmen vonseiten der USA geführt, so z. B. 2016 mit Strafzöllen auf Stahl aus Südkorea.

## Kulturbeziehungen

Koreaner in den Vereinigten Staaten (2010)

In den Vereinigten Staaten leben knapp 2,6 Millionen Koreaner bzw. koreanischstämmige Menschen, womit Koreaner zu den größten Gruppen unter den asiatischen Amerikaner gehören. In vielen großen US-amerikanischen Städten gibt es eigene Koreatowns mit koreanischen Geschäften, Vereinen und Restaurants. Mit der Koreanischen Welle ist die Popularität der Koreanischen Kultur in den USA deutlich gestiegen, mit Auftritten von K-Pop-Künstlern vor großem Publikum. 2020 gewann der koreanische Film Parasite bei der Oscarverleihung als erster fremdsprachiger Film den Oscar für den besten Film.
Amerikanische Missionare waren an der Verbreitung des Christentums in Südkorea ab dem 19. Jahrhundert beteiligt. Die amerikanische Pop- und Konsumentenkultur hatte im 20. Jahrhundert einen großen Einfluss auf die Entwicklung und auf die Kultur Südkoreas.